# Jean-Pierre Darroussin
Jean-Pierre Darroussin (nacido el 4 de diciembre de 1953) es un actor y realizador francés.
Nació en Courbevoie, en las afueras de París, en una familia de clase obrera. Después de terminar sus estudios secundarios, se formó como actor en el Cours Florent y en el Conservatorio nacional de arte dramático donde coincidió con Catherine Frot y Ariane Ascaride. De 1978 a 1986, se dedicó al teatro sin abandonar el cine en el que debutó en 1979 con Jean-Jacques Annaud. En 1985, inició una larga colaboración con Robert Guédiguian convirtiéndose en uno de sus actores favoritos.
En 1997, recibe el premio César al mejor actor secundario por su actuación en la película Un air de famille de Cédric Klapisch, y en 2018 su papel en la obra de teatro Arte, de Yasmina Reza, le valdrá el premio César al mejor actor de teatro privado. Su primer largometraje, Le pressentiment, ganó el premio Louis Delluc a la mejor ópera prima en 2006.

## Filmografía como actor

### SigloXX
- 1979: Coup de tête, dirigida por Jean-Jacques Annaud.
- 1980: Psy, dirigida por Philippe de Broca.
- 1980: Celles qu'on n'a pas eues, dirigida por Pascal Thomas protagonizada Michel Aumont, Michel Galabru.
- 1981: Est-ce bien raisonnable?, dirigida por Georges Lautner.
- 1984: Notre histoire, dirigida por Bertrand Blier protagonizada Nathalie Baye, Alain Delon.
- 1984: Tranches de vie, dirigida por François Leterrier.
- 1985: Ki lo sa ?, dirigida por Robert Guédiguian protagonizada por Ariane Ascaride, Gérard Meylan.
- 1985: On ne meurt que deux fois, dirigida por Jacques Deray protagonizada por Michel Serrault, Charlotte Rampling.
- 1985: Elsa, Elsa, dirigida por Didier Haudepin.
- 1988: Mes meilleurs copains, dirigida por Jean-Marie Poiré protagonizada por Gérard Lanvin, Christian Clavier.
- 1989: Dieu vomit les tièdes, dirigida por Robert Guédiguian protagonizada por Ariane Ascaride, Pierre Banderet.
- 1990: Mado, poste restante, dirigida por Aleksandr Adabashyan protagonizada por Marianne Groves, Oleg Yankovski.
- 1991: Cauchemar blanc, dirigida por Mathieu Kassovitz protagonizada por Yvan Attal, François T, Jean-Claude Gallotta, Pascal Gravat, Laurence Côte.
- 1992: Riens du tout, dirigida por Cédric Klapisch protagonizada por Fabrice Luchini, Daniel Berlioux.
- 1992: Cuisine et dépendances, dirigida por Philippe Muyl protagonizada por Zabou Breitman, Sam Karmann.
- 1993: L'Argent fait le bonheur, dirigida por Robert Guédiguian protagonizada por Ariane Ascaride.
- 1994: L'Eau froide, dirigida por Olivier Assayas starring Virginie Ledoyen, Cyprien Fouquet.
- 1995: Le Fabuleux Destin de Mme Petlet, dirigida por Camille de Casabianca.
- 1995: À la vie, à la mort!, dirigida por Robert Guédiguian protagonizada por Ariane Ascaride, Gérard Meylan.
- 1995: Mon Homme, dirigida por Bertrand Blier protagonizada por Anouk Grinberg, Gérard Lanvin.
- 1996: Un air de famille, dirigida por Cédric Klapisch protagonizada por Jean-Pierre Bacri, Wladimir Yordanoff.
- 1997: On connaît la chanson, dirigida por Alain Resnais protagonizada por Sabine Azéma, Pierre Arditi.
- 1997: Marius et Jeannette, dirigida por Robert Guédiguian protagonizada por Gérard Meylan, Ariane Ascaride.
- 1998: Si je t'aime, prends garde à toi, dirigida por Jeanne Labrune protagonizada por Nathalie Baye, Daniel Duval.
- 1998: Le Poulpe, dirigida por Guillaume Nicloux starring Clotilde Courau.
- 1998: À la Place du Coeur, dirigida por Robert Guédiguian protagonizada por Ariane Ascaride, Christine Brucher.
- 1998: Qui plume la lune ?, dirigida por Christine Carrière avec Jean-Pierre Darroussin, Garance Clavel.
- 1999: C'est quoi la vie ?, dirigida por François Dupeyron protagonizada por Éric Caravaca, Jacques Dufilho.
- 1999: Inséparables, dirigida por Michel Couvelard protagonizada por Catherine Frot.
- 1999: La Bûche, dirigida por Danièle Thompson protagonizada por Sabine Azéma, Emmanuelle Béart.
- 1999: Le Goût des autres (The Taste of Others), dirigida por Agnès Jaoui protagonizada por Anne Álvaro, Gérard Lanvin.
- 1999: À l'attaque!, dirigida por Robert Guédiguian protagonizada por Ariane Ascaride, Jacques Boudet.

### Años 2000
- 2000: Ça ira mieux demain, dirigida por Jeanne Labrune protagonizada por Nathalie Baye.
- 2000: Poitiers, voiture 11, dirigida por François Dupeyron et Yves Angelo protagonizada por Rabah Loucif.
- 2000: La ville est tranquille, dirigida por Robert Guédiguian protagonizada por Ariane Ascaride.
- 2001 : 15 août, dirigida por Patrick Alessandrin protagonizada por Richard Berry, Charles Berling.
- 2001: L'Art (délicat) de la séduction, dirigida por Richard Berry protagonizada por Patrick Timsit, Cécile de France.
- 2001: Une affaire privée, dirigida por Guillaume Nicloux starring Thierry Lhermitte, Marion Cotillard.
- 2001: Marie-Jo et ses deux amours, dirigida por Robert Guédiguian protagonizada por Ariane Ascaride.
- 2001: C'est le bouquet !, dirigida por Jeanne Labrune protagonizada por Hélène Lapiower, Richard Debuisne.
- 2002: Pas d'histoire ! Regards sur le racisme au quotidien de Philippe Jullien et Yamina Benguigui.
- 2002: Mille millièmes, fantaisie immobilière, dirigida por Rémi Waterhouse protagonizada por Irène Jacob.
- 2002: Ah ! si j'étais riche (If I Were a Rich Man), dirigida por Michel Munz et Gérard Bitton protagonizada por Valeria Bruni-Tedeschi.
- 2002: Le Cœur des hommes, dirigida por Marc Esposito starring Gérard Darmon.
- 2003: Mon père est ingénieur, dirigida por Robert Guédiguian protagonizada por Ariane Ascaride, Jean-Pierre Darroussin.
- 2003: Red Lights (Feux rouges), dirigida por Cédric Kahn avec Jean-Pierre Darroussin, Carole Bouquet.
- 2004: Cause toujours !, dirigida por Jeanne Labrune - Bruno
- 2005: Un long dimanche de fiançailles (A Very Long Engagement), dirigida por Jean-Pierre Jeunet protagonizada por Audrey Tautou.
- 2005: Combien tu m'aimes?, dirigida por Bertrand Blier.
- 2005: Saint-Jacques... La Mecque, dirigida por Coline Serreau.
- 2006: Le Voyage en Arménie, dirigida por Robert Guédiguian.
- 2006: Le Pressentiment, dirigida por Jean-Pierre Darroussin.
- 2007: Dialogue avec mon jardinier, dirigida por Jean Becker.
- 2007: Fragile(s), dirigida por Martin Valente.
- 2007: J'attends quelqu'un, dirigida por Jérôme Bonnell.
- 2007: Le Cœur des hommes 2, dirigida por Marc Esposito.
- 2008: Lady Jane, dirigida por Robert Guédiguian.
- 2008: Le septième juré (Jury Duty, or The Seventh Juror), dirigida por Edouard Niermans.
- 2009: The Army of Crime, dirigida por Robert Guédiguian.

### Años 2010
- 2010: El inmortal dirigida por Richard Berry.
- 2010 : La Dame de trèfle, de Jérôme Bonnell.
- 2010 : Holiday, de Guillaume Nicloux.
- 2011: Las nieves del Kilimanjaro, de Robert Guédiguian.
- 2011: Le Havre dirigida por Aki Kaurismäki.
- 2011 : La Fille du puisatier, de Daniel Auteuil.
- 2011 : De bon matin, de Jean-Marc Moutout.
- 2013 : Rendez-vous à Kiruna, de Anna Novion.
- 2013 : Marius, de Daniel Auteuil.
- 2013 : Fanny, de Daniel Auteuil.
- 2013 : Le Cœur des hommes 3, de Marc Esposito.
- 2013 : Mon âme par toi guérie, de François Dupeyron.
- 2014 : Luces de París, de Marc Fitoussi.
- 2014 : Au fil d'Ariane, de Robert Guédiguian.
- 2014 : Bon Rétablissement !, de Jean Becker.
- 2015 : Coup de chaud, de Raphaël Jacoulot.
- 2016 : Une vie, de Stéphane Brizé.
- 2017 : La Promesse de l'aube, de Éric Barbier.
- 2017 : La Villa, de Robert Guédiguian.
- 2018 : Chacun pour tous, de Vianney Lebasque.
- 2019 : Gloria Mundi, de Robert Guédiguian.
- 2019 : Les Éblouis, de Sarah Suco.

### Años 2020
- 2020 : Des hommes, de Lucas Belvaux.
- 2021 : Le Trésor du Petit Nicolas, de Julien Rappeneau.
- 2022 : Rumba la vie, de Franck Dubosc.
- 2022 : L'École est à nous, de Alexandre Castagnetti.

## Filmografía como director
- 1992 : C'est trop con (corto metraje)
- 2006 : Le Pressentiment